# تپه شیخ معروف
تپه شیخ معروف مربوط به دوران پیش از تاریخ ایران باستان است و در شهرستان نقده، بخش محمدیار، روستای شیخ معروف واقع شده و این اثر در تاریخ ۵ آذر ۱۳۸۰ با شمارهٔ ثبت ۴۳۹۹ به‌عنوان یکی از آثار ملی ایران به ثبت رسیده است.